# جريك كامبوس
جريك كامبس أو الحرم اليوناني هو أول حديقة للتكنولوجيا والابتكار والمساحات المكتبية في القاهرة. وقام أحمد الألفي، مؤسس تي أي تي بي بوضع مفهوم ورؤية هذا الحرم. يُعتبر الحرم اليوناني بمثابة ملتقى لجميع رجال الأعمال والتكنولوجيين والمتحمسين والمبدعين لعرض أفكارهم والعمل معًا.
يتمتع الحرم اليوناني بموقع مركزي في وسط القاهرة. يتكون المشروع من خمسة مبان للمكاتب، مع مساحة تبلغ 25,000 متر مربع وتقدم مساحات المكاتب المفتوحة، التي تتراوح مساحتها ما بين 60 مترًا مربعًا و1400 مترًا مربعًا للإيجار، ويمكن التحكم بالمساحة عبر وضع الجدران الزجاجية المتنقلة؛ يوجد أيضًا وغرف ومساحات اجتماعات ومركز الطباعة؛ وصالة ألعاب رياضية وحضانة ومطاعم.

## معرض صور

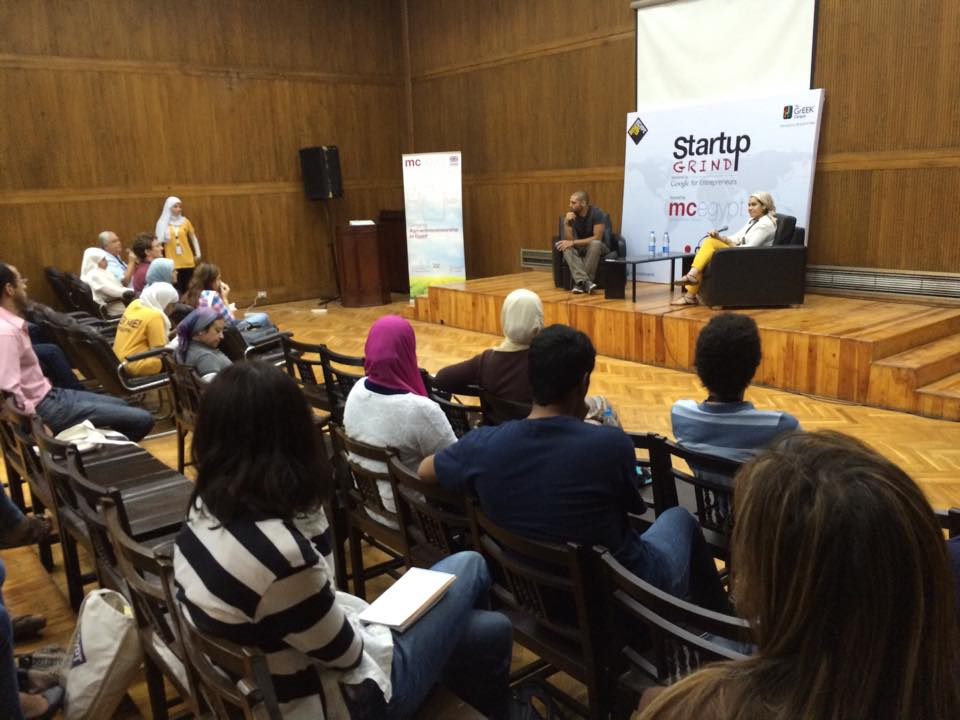
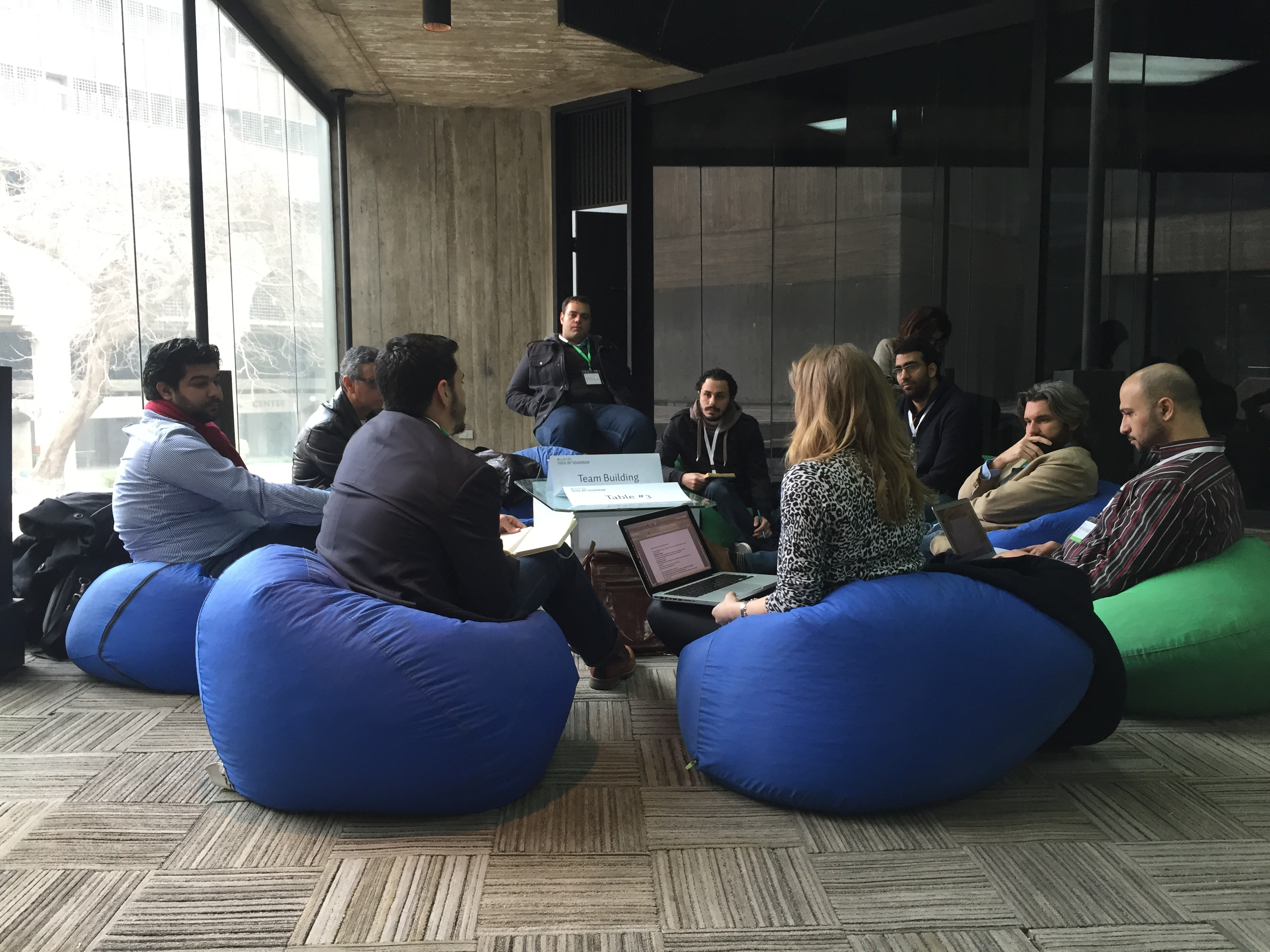
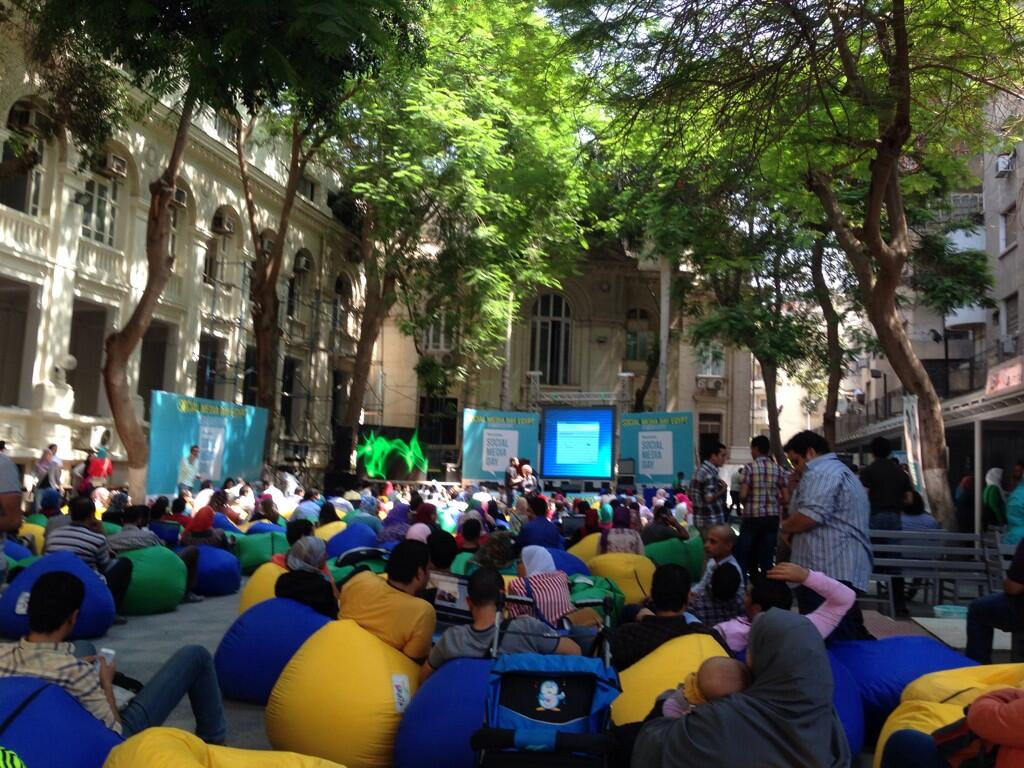
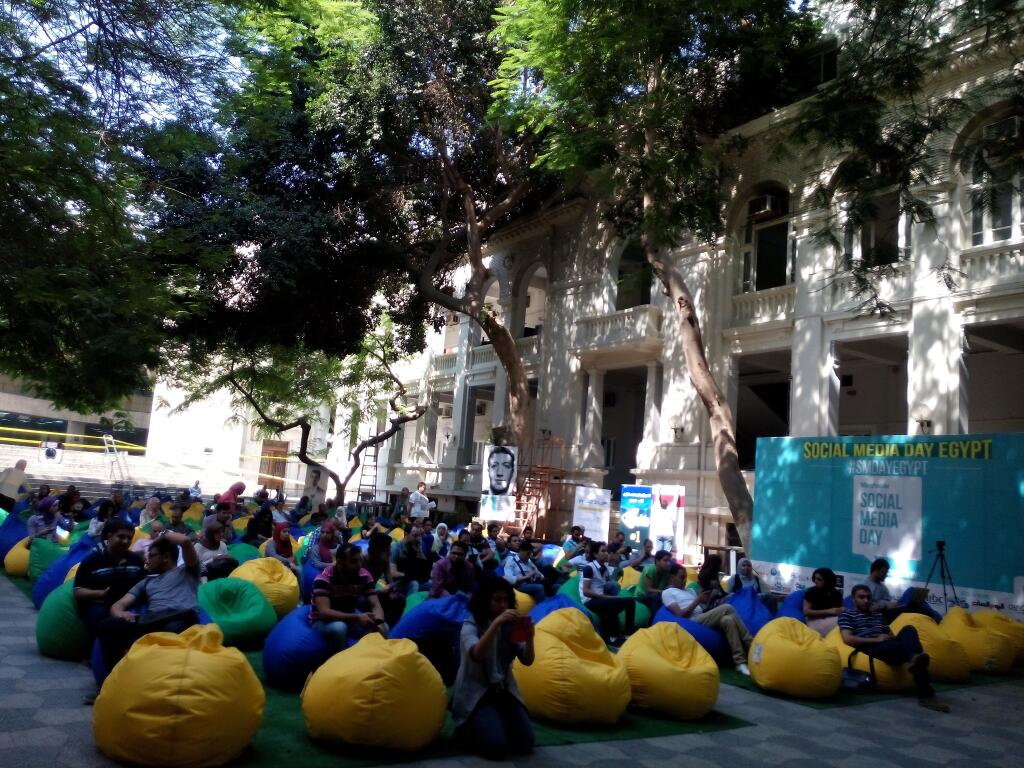
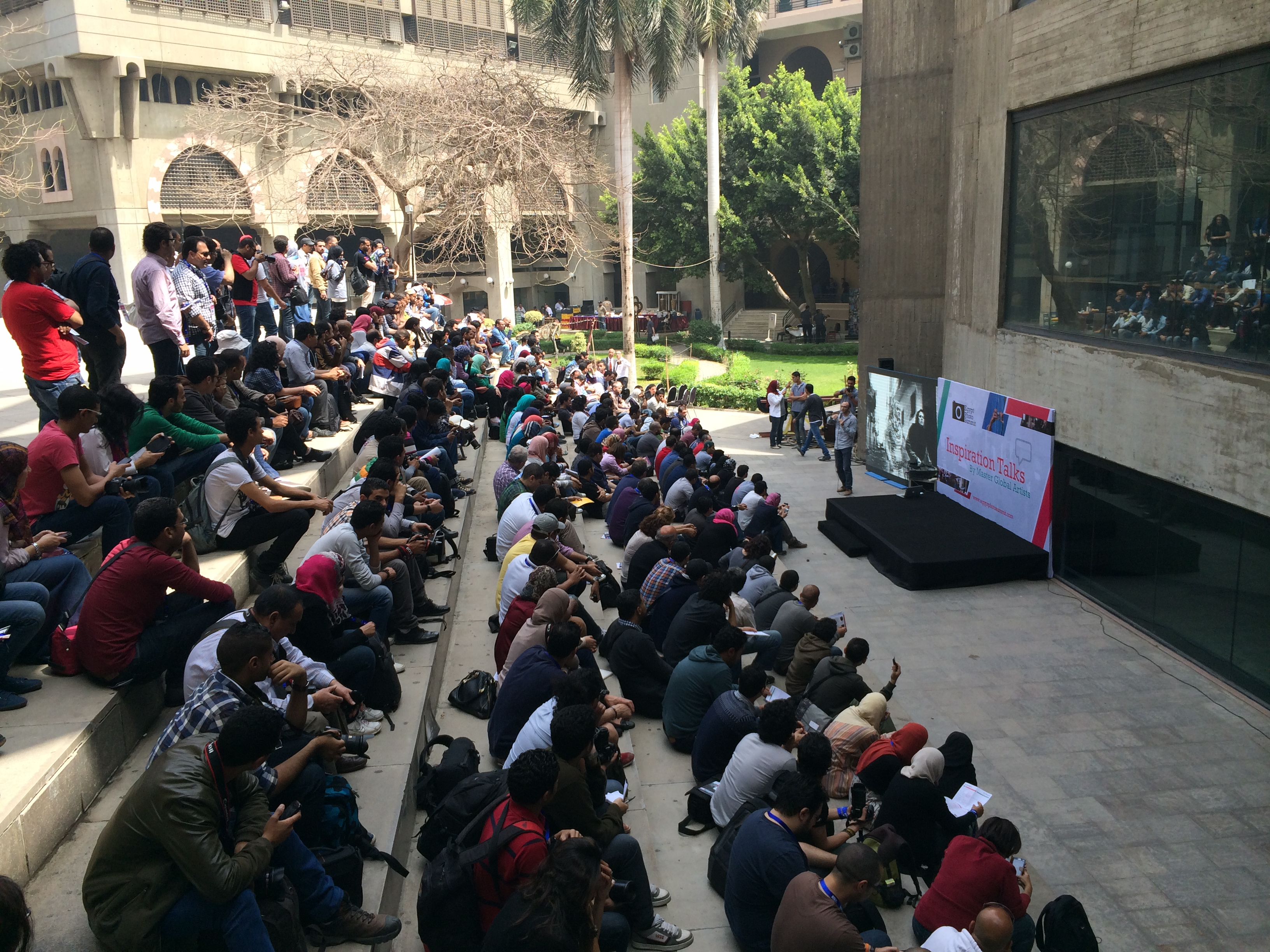

- ملف:THE GrEEK CAMPUS Dina El Wadidi Concert.jpg